# E3 Harelbeke 1988
De E3 Harelbeke 1988 is de 31e editie van de wielerklassieker E3 Harelbeke en werd verreden op 26 maart 1988. Guido Bontempi kwam na 231 kilometer als winnaar over de streep.

## Uitslag
| Plaats  | Naam              | Ploeg                     | Tijd     |
| ------- | ----------------- | ------------------------- | -------- |
| Winnaar | Guido Bontempi    | Carrera-Vagabond          | 4u55’00” |
| 2       | Allan Peiper      | Panasonic-Isostar         | + 3”     |
| 3       | Eddy Planckaert   | ADR-Anti-M-Enerday        | + 20”    |
| 4       | Mathieu Hermans   | Caja Rural-Orbea          | z.t.     |
| 5       | Herman Frison     | Roland                    | z.t.     |
| 6       | Jef Lieckens      | Hitachi-Bosai-BCE Snooker | z.t.     |
| 7       | Eric Vanderaerden | Panasonic-Isostar         | z.t.     |
| 8       | Nico Verhoeven    | Superconfex-Yoko          | z.t.     |
| 9       | Hendrik Redant    | Isoglass-EVS-Robland      | z.t.     |
| 10      | Søren Lilholt     | Sigma-Fina                | z.t.     |